# Nicole Bernegger
Nicole Bernegger (* 10. März 1977 in Möhlin) ist eine Schweizer Soulsängerin.

## Leben und Wirken
Im Alter von 20 Jahren zog Bernegger nach Basel, um dort Germanistik und Geschichte zu studieren. Heute lebt sie mit ihrem Mann und ihren drei Kindern in Birsfelden im Kanton Basel-Landschaft.
Sie ist Frontfrau der 2003 gegründeten Soul-Band „The Kitchenettes“.
2012/2013 nahm Bernegger an der ersten Staffel der Schweizer Gesangs-Castingshow The Voice of Switzerland teil. Bei ihrem Sieg im Finale am 16. März 2013 war sie im siebten Schwangerschaftsmonat. Die Sieger-Single No Matter erreichte Platz eins der Schweizer iTunes-Charts.
Ein halbes Jahr nach dem Gewinn veröffentlichte sie ihr erstes Album mit dem Titel The Voice. Es erreichte Platz drei der Schweizer Hitparade und wurde mit Gold für mehr als 10'000 verkaufte Exemplare ausgezeichnet.
Bei The Masked Singer Switzerland wurde sie als Speiseeis demaskiert und belegte den vierten Platz.

## Diskografie
Alben
- The Voice (2013)
- Small Town (2015)
- Alien Pearl (2019)
- Back To You (2023)

Lieder
- No Matter (2013)
- The Fool (2013)
- Don’t Stay Away (2015)

Gastbeiträge
- Horizon / Stress featuring Nicole Bernegger (2014)